# Зеруг (судно)

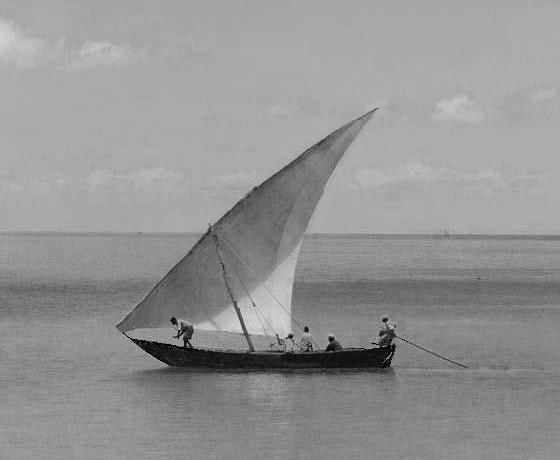
Єменський зеруг

Зеруг (англ. zarug) або єменський зеруг — вузьке, швидке та маневрене судно типу дау, з частковим покриттям на носі й кормі, схожим на палубу, яке має одну нахилену вперед щоглу з одним арабським вітрилом. Для управління зеругом потрібно 3 та більше людей, один за стерном, інші регулюють вітрило, спеціальні блоки i снасті для щогли i вітрила.
Не треба плутати зеруг із заруком. Зеруг це більш вузьке судно, яке має пропорцію довжини судна до ширини близько 5:1. А зарук є ширшим судном з пропорцією довжини судна до ширини 4:1, 3:1, з явно вираженими форштевнем і ахтерштевнем, верхня частина яких на рівні фальшбортів частково захована під дощатою обшивкою бортів. Зеруг добре підходить для контрабанди.
Завдяки тому, що зеруги були основними суднами Ємену, який не мав досить якісної деревини для будування більш великих суден, зеруг має іншу назву — єменський зеруг. Але i сьогодні майже всі човни прибувають на Сокотру з Африки (Сомалі), де їх будують, бо на Сокотрі нема придатної для цього деревини.

## Інформація про зеруг
Завдяки тому, що різні автори по різному класифікують арабські судна та судна держав Індійського океану, треба вказати сперше інформацію.
1. «Zaruq, який набуває форму великого каное, нагадує ряд архетипів, таких як довге судно викінгів.»[4] — Тут автор не бачить різницю між єменським зеругом та більш широким сомалійським заруком не схожим на каное. Але тут скоріше йде мова про зеруг, бо зеруг более вузький i тому схожий трохи на каное.
2. «Zarug використовується в основному на узбережжі Ємену і Хіджазу. Тоннаж цих суден рідко перевищує 100 тонн. За свою швидкість зеруг став улюбленцем піратів та контрабандистів.». — Поставимо під сумнів тоннаж зеруга, бо цифра 100 тонн мабуть буде велика для більш широкого зарука i зовсім не реальна для зеруга. Тут автор об'єднав зеруг та зарук.
3. «Таким чином, ми бачимо, що jalbut і shu'i переважають в Бахрейні, shu'i і sanbuq в Омані, za'ima, zaruq і, рідше, sanbuq в Ємені.»[4] — Тут обидва типи суден, зеруг та зарук, не розподіляють.
4. Zaroug yéménite та Zaruk з французького сайту «Mandragore II». Але там треба змінити місцями малюнки тому, що нижчий малюнок — це зеруг риболовів, так званий шехаф, а зверху сомалійський зарук:
  1. «Zaroug yéménite — являє собою тонкий, вузький дхау. Він має корпус зі зігнутим носом, загострену корму і незакриту палубу. Використовується для торгівлі й риболовлі в Червоному морі, уздовж східного узбережжя Африки і Перської затоки. Має одну щоглу і несправжнє трикутне (тобто арабське) вітрило»[5].
  2. «Zaruk — арабське середньовічне судно, що використовується як прибережний транспорт і використовує трикутне (латинське) вітрило.»[6]
5. «Зеруг або зарук або геруке є найшвидше і маневрене судно малого розміру з одним латинським вітрилом, яке регулюється за допомогою незвичайної системі блоків і снастей. Добре для контрабанди, само собою зрозуміло?»[2] — Тут обидва типи суден, зеруг та зарук, не розподіляють.

Французький сайт «Mandragore II» (джерело за номером 4) відзначив єменський Zaroug і Zaruk як два різних судна — і вони мають рацію. В основному в сайтах, джерелах, малюнках єменське судно називають зеруг, а сомалійський зарук. Та й за формою і по конструкції судна розрізняються. Щоб поняти різницю між зеругом та заруком досить подивитись на ці малюнки:
1. http://www.cherini.eu/etnografia/AF/slides/af_0075.html [Архівовано 10 червня 2015 у Wayback Machine.] - автор пише, що це зеруг великих розмірів, але це невеликий зеруг — десь 7,2 метра максимальна довжина за пропорцією зросту людей та довжини судна. Якщо на кормі середня ширина майданщика близько 75 см, а посередині 140 см, то при розмірі 5 метрів кормовий майданчик повинен бути таких же розмірів (75 см, щоб міг зручно сидіти керуючий стерном), а середина судна буде 95 см — тоді вже й за пропорцією не зеруг.
2. http://www.cherini.eu/etnografia/AF/slides/af_0076.html [Архівовано 11 червня 2015 у Wayback Machine.] - це зеруг малих розмірів, це мабуть тому що нема блоків та й особлива зав'язка за ніс. Але без блоків та з такою зав'язкою могли бути судна менші ніж зеруг, тоді рукою дістати до реї та й блоки не потрібні, а ширина корми та й носа десь однакові, мов у звичайного човна. Це збоку зеруг, але такелаж не заруга. Для судна завдовжки десь 7 метрів вже потрібні блоки.
3. http://www.cherini.eu/etnografia/AF/slides/af_0082.html [Архівовано 3 листопада 2014 у Wayback Machine.] - тут автор малюнку написав zaruq, а хтось зверху виправив zaroug. Але це зарук — подивитесь на форштевень та ахтерштевень, ніс та корма схожі.
4. http://www.cherini.eu/etnografia/AS/slides/As_0010.html [Архівовано 13 червня 2014 у Wayback Machine.]

## Конструкція зеруга
Зерук дещо більше звичайного човна.
- Довжина та ширина: Малий зеруг має довжину близько 8 метрів. Мабуть зеруги досягали довжини близько 12 м, бо схожі судна бакара[ar] (baggarah, baqarah) без свого кормового додатку довжиною близько 1 м, мали довжину десь від 8 до 12 м (25-35 футів)[7]. Якщо у бакари прибрати хвіст, то будемо мати судно довжиною як зерук довжиною від 8 до 12 м приблизно. Пропорція довжини судна до її ширини близько 5:1. Якщо довжина судна близько 8 м, то максимальна ширина десь 1 м 60 см. Якщо довжина 10 м, то ширина близько 2 м. Це можна назвати великим човном чи маленьким кораблем з вузькою кормою та арабським вітрилом. Але така краплеподібна форма зеруга не сприяла будувати судна більш ніж 12 м, бо ширина мала бути значно широкою i судно вело б себе погано, натикаючись на хвилі у непогоду.
- Корпус: Борт біля кормової та носової частин судна дещо вищий, ніж борт посередині судна завдяки невисоким фальшбортам у носі та в кормі. Обводи носа ложкоподібні та ширші ніж корма. Ложкоподібний ніс менш загострений ніж більш вузька корма, яка сходить нанівець. Але трохи загнутий форштевень, який сховано під обшивкою, мав великий нахил уперед і тому ця ложкоподібність не сходила нанівець в підводній частині судна. Форштевень міг трошечки продовжуватися вище бортів (фальшбортів) судна. Також форштевень міг бути складним — нижня частина форштевня була продовженням загнутого трохи вверх кіля, а до неї приладнали другу, менш міцну деревину у виді стовбура чи дошки. Цей додаток зашивали обшивкою зовні так, як обшивали ніс єменського шехуфа (англ. shahuf)[8]. Ложкоподібний ніс, ширший ніж корма, дозволяв зеругу більш надійно утримувати корму проти вітру, що сприяло надуванню парусу та меншому рисканню судна, а значить і більший швидкості. Також завдяки ложкоподібності ніс судна менш заривався в хвилі та й можна було більш завантажити ніс, але тоді швидкість перевантаженого зеруга значно зменшувалась. Ахтерштевень закінчувався на рівні кормового настилу (кормової палуби) i, якщо мав місто кормовий фальшборт, то його будували поверх ахтерштевня. До ахтерштевня приєднали стерно.
- Палубне покриття: Зеруг має місце для сидіння на носі судна схоже на коротке часткове палубне покриття. Також він має досить широке у довжину місце на кормі для сидіння декілька людей включаючи керуючого стерном, яке також схоже на часткове палубне покриття. Майданчик та кормі не має явно виражений фальшборт, майданчик на носі має невисокий фальшборт. Зеруг — звуть безпалубним судном, але деякі заруги мали досить великий майданчик на кормі для заяви, що такий зеруг можна звати частково палубним судном. Таке палубне покриття могло мати загальну довжину до 2:5 від довжини судна — частково в носовій частині судна та й більшість у кормовій частині судна, а середина зеруга була відкрита (безпалубна).
- Стерно: Стерно приєднали до ахтерштевня.
- Щогла та вітрило: Декілька більший розмір та тоннаж зеруки потребує більші за розміром щоглу та вітрило. Щоб значно збільшити площу вітрила і не дуже збільшити довжину реї, довжина якої мусить бути приблизно рівною довжині зеруга, змінили форму вітрила з трикутної на форму трикутник з відрізаним одним кутом. Це так зване арабське латинське вітрило, чи скорочено — арабське вітрило. Таке вітрило потребує більш високу та важку щоглу, а також блоки та снасті, за допомогою яких можна було опускати чи піднімати щоглу та й рей з вітрилом.[4]
- Такелаж: зеруг вже потребував блок чи декілька блоків для більш важкої та більшею за довжиною ніж щогли попередніх, менших суден.
- Тоннаж: зеруг довжиною 8 метрів за тоннажем можна порівняти з 6-ти весельним ялом, довжина якого 6,11 м. Пассаживовместімисть такого ялу 13 людей. Якщо середня вага людини 85 кг, то тоннаж буде 1100 кг. Якщо врахувати запаси води, їжі, то більше. Так що можна з запасом говорити, що мінімальний тоннаж малого зеруга був 1 тонна, а зеруга довжиною 12 метрів міг досягати 3 тонни. Але, враховуючи екіпаж судна та припаси, на товар залишалося від 800 кг до десь 2,5 тонн. Один верблюд міг вести двох людей чи до 200 кг вантажу. Значить, товар одного зеругу потребував для подальшого перевезення від 4 до 14 верблюдів.

Нова форма корпусу та обладнання сприяли більшій дальності плавання в порівнянні з попередніми меншими Дау. Зеруг — це вже не малий човен, це вже невелике безпалубне чи частково палубне судно, яке схоже на великий довгий човен.

## Еволюція зеруга

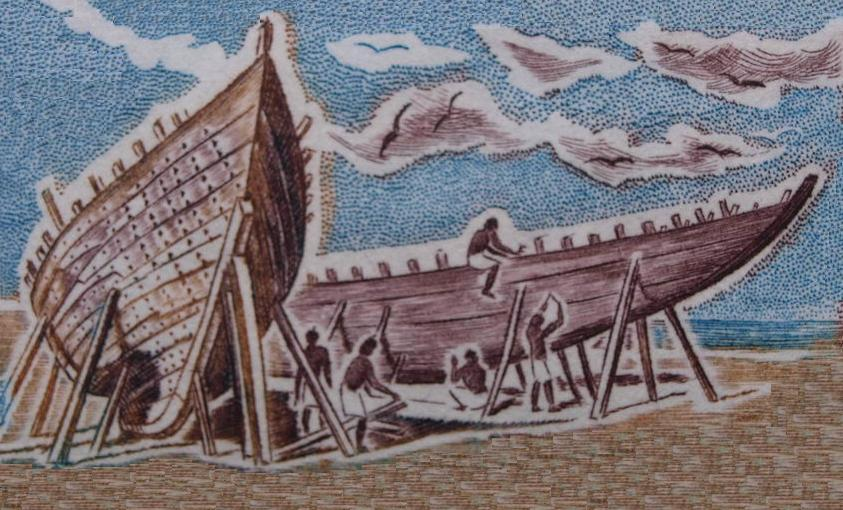
Ось так поступово змінювали корпус єменського зеруга на корпус сомалійського зарука. Ніс судна подалі має ложкоподібний ніс, але вже посилений форштевень. Поблизу посилений прямий форштевень з товстого стовбура та кіль довжиною 1/3 довжини судна.

Малий, 7-10 м довжиною зеруг був здатен для безпечного плавання у Красному морі та й у західній частині Аденської затоки майже протягом цілого року. У цих районах немає великих хвиль. Але забезпечити вантажні перевезення вздовж узбережжя він не міг, тому що на великих хвилях малий зеруг губив швидкість, та й міг перевернутися. Стали потрібні судна більшого тоннажу, а також судна здатні для плавання в поганих погодних умовах зеруг почав змінюватися. Щоб додати тоннаж, зеруги почали зростати у довжину, посилювався форштевень та й змінювалась форма корпусу, який вже не був більш вузьким в кормі. Але, якщо зробити однаковими форму носа та корми, то судно буде погано дотримуватись курсу (рискать) i тоді буде губити швидкість та й погано, небезпечно вести себе у непогоду. Щоб запобігти цього, почали робити корму значно глибшою ніж ніс. Так, з посиленим більш вульким та схожим на ніж форштевнєм, кілем довжиною 1/3 довжини судна, зміненим корпусом з'явився сомалійський зарук, бо в Сомалі було більше деревини для суднобудування.

## Поширення
Зеруг був більш традиційним судном на узбережжі Ємену та Хіджазу (Червоне море та східна частина Аденської затоки) тому, що це судно потребує сприятливу погоду. У відповідні погодні сезони зеруг могли використовувати для торгівлі у напрямках східне узбережжя Африки та вздовж узбережжя Аравійського півострова до Перської затоки. Але завдяки своєму ложкоподібному корпусу таке океанське плавання було небезпечним для зеруга i тому Червоне море та Аденська затока були регіоном поширення зеруга.
За свою швидкість та маневреність зеруг став улюбленцем піратів та контрабандистів.
Це більш судно для перевезення вантажів ніж риболовецьке судно. За дефіцитом деревини араби Оману та й держав Перської затоки будували судна схожі на зеруги, але з трохи іншою кормою — такі риболовні зеруги звали шехафами (англ. Shahuf). Але шехафи потребували доброї погоди та й не виходили з Перської затоки та Оманської затоки далі у Аравійське море та у Індійський океан.
А більш витривалі до погоди були судна з більшими розмірами, більш потужними похилими та прямими форштевнєм i ахтерштевнєм, та з іншою формою корпусу — сомалійські заруки (англ. Zaruk), з якими часто плутають зеруги.